# Gonzo (periodista)
Fernando González González (Vigo, Pontevedra, 29 de julio de 1976), más conocido como Gonzo, es un periodista, presentador y reportero de televisión español.

## Biografía
De pequeño estudio en los Jesuitas de Vigo, reconociendo haber sufrido abuso emocional en el colegio.
Licenciado en Periodismo en la Universidad Pontificia de Salamanca, el primer trabajo una vez licenciado de Gonzo fue en Radio Nacional de España en Santiago de Compostela donde estuvo un año especializándose en información deportiva en el programa Tablero deportivo (2000). Después, se trasladó hasta Lugo y trabajó en esa misma emisora durante dos años como redactor de los informativos. Luego regresó, de nuevo, a Santiago de Compostela y se encargó de informar sobre el Año Jacobeo 2004, realizando reportajes y presentando un programa en Radio 5 y Radio 1. Desde octubre de 2004 hasta enero de 2005, dirigió el espacio 'Fiestra Cultural' para TVE Galicia. 
Entre 2005 y 2008 saltó a la fama como reportero de Caiga quien caiga (Telecinco), donde realizaba las secciones "¡Proteste ya!", dedicada a las manifestaciones y quejas ciudadanas y "Cadena de favores", ambicioso proyecto solidario que, implicando a diferentes personajes públicos, consiguió equipar un hospital en Campos de Refugiados de la provincia de Tinduf, un colegio en el altiplano peruano y un comedor social en la selva de Guatemala. Gonzo viajó por toda España recogiendo las quejas que trasladaban al programa miles de ciudadanos.
Entre junio y septiembre de 2008 presentó El método Gonzo, un programa de actualidad y denuncia, que se emitía en Antena 3. El programa nació casi como una continuación de su sección ¡Proteste ya! de Caiga quien caiga, pero con el tiempo fue convirtiéndose en un magacín de tarde más "clásico", con información del corazón, hasta que Gonzo no se sintió cómodo con él y decidió abandonarlo en septiembre de 2008.
En Antena 3 también presentó 4 documentales de investigación histórica en los que se revisaban hechos relevantes como las 
bombas caídas en Palomares en los años 1960, la historia de Ángel Sanz Briz (diplomático conocido como el Oskar Schindler español) y el asunto de las víctimas de la guerra civil española que están enterradas en el Valle de los Caídos. 
Tras abandonar la cadena del Grupo Planeta, se hizo cargo en el verano de 2009 de A Caixa Negra, programa de la Televisión de Galicia en el que se repasaban los acontecimientos más destacados de la historia reciente de Galicia. Uno de los programas en el que se recordaba el impacto en Galicia del mal de las vacas locas fue cancelado el mismo día en que se emitía coincidiendo con la llegada de un nuevo equipo a la dirección de la TVG tras la victoria electoral del PP.

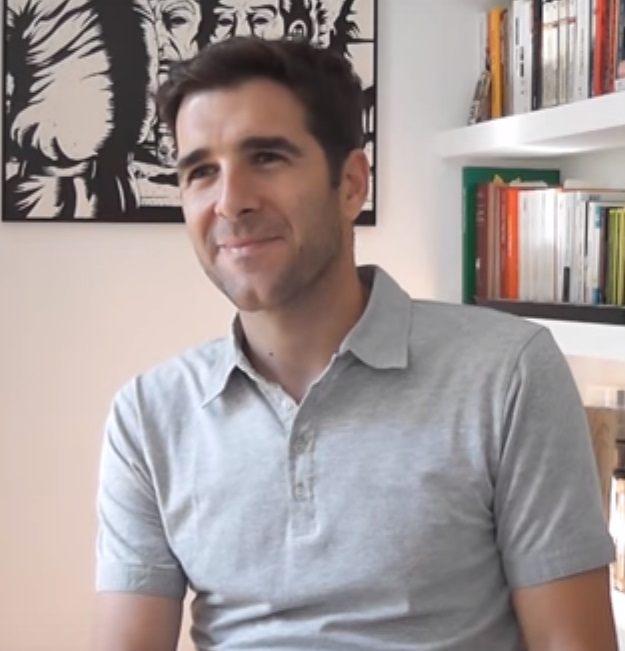
El periodista en 2012

En el verano de 2010, tras su discreto paso por Antena 3, se confirma su fichaje por el programa de La Sexta El Intermedio, donde desde septiembre de ese año ejerce de reportero de calle especializado en información política formando parte del equipo del programa cuando recibió el premio de la Academia de TV al "mejor programa de entretenimiento".
También ha participado como colaborador en programas de Marca TV como Tiramillas y Eurofutboleros.
En abril de 2013 recibe el Premio Pilar Blanco a la Comunicación Sociolaboral, que concede cada año la Fundación Sindical Ateneo Cultural Primero de Mayo de CC. OO. de Madrid.
En abril de 2015 publica el libro Todo por mi país, un ensayo político en tono de humor que permaneció varias semanas en el Top Ten de los libros de no ficción más vendidos en España.
Entre julio de 2016 y agosto de 2017 a través de su productora colaboró con el Real Club Celta de Vigo, encargándose de la producción de los contenidos audiovisuales de CeltaMedia.
En septiembre de 2018 comenzó a colaborar en el programa de la Cadena SER, Hoy por Hoy. Durante una hora a la semana en el tramo presentado por Toni Garrido, Gonzo junto a Nacho Carretero analiza desde una perspectiva particularmente gallega alguna de las noticias más comentadas de la actualidad.
El 22 de enero de 2019 Gonzo se estrenó como presentador en prime time gracias a la emisión en La Sexta del documental "Detrás del muro" del que también fue codirector. El documental muestra la dura realidad económica y social de Centroamérica que lleva a miles de personas a migrar hacia Estados Unidos. En su recorrido hasta la frontera norte de México, Gonzo entrevista a migrantes y traficantes de personas cuyos testimonios muestran la dureza de este pasillo migratorio. 

El 3 de mayo del mismo año, fue confirmado como el sustituto de Jordi Évole en la presentación del programa Salvados de La Sexta tras abandonar este su presentación (que no su producción), para emprender nuevos proyectos en la misma cadena.
En septiembre de 2019 vivía un nuevo cambio en su carrera profesional al sumarse como colaborador en el programa de Julia Otero en Onda Cero. A diferencia de lo que hacía en Hoy por Hoy, en Julia en la onda Gonzo propone un personaje al que entrevistan él y Julia Otero.
El 20 de noviembre de 2019, salía a la venta su segundo libro `Mis fronteras´ en el que repasa conceptos, recuerdos, personas, lugares y anécdotas de sus coberturas informativas en los cinco continentes.